# Géographie du Bengale-Occidental
 (mai 2017).
Si vous disposez d'ouvrages ou d'articles de référence ou si vous connaissez des sites web de qualité traitant du thème abordé ici, merci de compléter l'article en donnant les références utiles à sa vérifiabilité et en les liant à la section « Notes et références ».

Localisation du Bengale-Occidental.

La géographie du Bengale-Occidental est extrêmement variée, alternant entre les hauts sommets de l'Himalaya au Nord, les zones côtières au Sud et des régions planes au centre constituées de plateaux et de plaines. Le Bengale-Occidental est le seul État indien à posséder sur son territoire un accès à l'Himalaya et à la mer. Il s'étend sur 88 752 km2 et a pour capitale Calcutta, la troisième plus grande ville d'Inde. Avec le Bangladesh, qui s'étend le long de sa frontière orientale, il forme la région ethnico-linguistique du Bengale. Sa frontière Nord-est se partage entre les États de l'Assam et du Sikkim ainsi que le Bhoutan. Au Sud se trouve l'État de l'Orissa. Sa frontière Ouest longe les États du Jharkhand et du Bihar. Enfin, il possède une frontière commune avec le Népal au Nord-Ouest.

## Subdivisions administratives

Districts du Bengale-Occidental.

Le Bengale-Occidental se divise en 3 entités territoriales nommées divisions comptant en tout 19 districts. La division de Bardhaman se compose des districts de Bankura, Bardhaman, Birbhum, Midnapore oriental, Midnapore occidental, Hooghly et Purulia ; la division de Jalpaiguri des districts de Dinajpur Septentrional, Dakshin Dinajpur, Cooch Behar, Darjeeling, Jalpaiguri et Malda ; et enfin la division de Presidency  des districts de Calcutta, Murshidabad, Nadia, Parganas Nord 24, Parganas Sud 24 et Howrah. Chaque district est administré par un district collector, ou district magistrate, désigné soit par l'Indian Administrative Service soit par le West Bengal Civil Service. Les districts sont divisés en de petites entités nommées sous-divisions, toutes administrées par un magistrat. Enfin, chaque sous-division est elle-même divisée en blocs. Les blocs consistent en Panchayat (des conseils de villages) et en municipalités.